# Dva Foscarija (opera)
Dva Foscarija (tudi Beneški dož) ital. I due Foscari je opera v treh dejanjih (osmih slikah) Giuseppeja Verdija. Libreto je po zgodovinski igri The Two Foscari lorda Byrona napisal Francesco Maria Piave. Krstna predstava je bila v rimskem gledališču Argentina 3. novembra 1844.
Verdija je Byronova igra navduševala že pred samim komponiranjem opere Ernani, vendar so mu v Benetkah odsvetovali uprizoriti zgodbo zaradi tedaj še živečih potomcev družine Foscari. Po uspelem krstu Ernanija v Benetkah je skladatelj naročil libretistu Piaveju, naj napiše libreto po Byronovem besedilu. Rimska uprizoritev kljub dovršeni glasbi ni doživela velikega uspeha, ki pa ga je skladatelj pričakoval. Razloga za neuspeh sta bila dva, in sicer nenadna podražitev vstopnic in slaba pevska zasedba. Operi so sicer kritiki očitali tudi preveliko statičnost.

## Osebe
- Francesco Foscari, beneški dož - bariton
- Jacopo Foscari, njegov sin - tenor
- Lucrezia Contarini, Jacopova soproga - sopran
- Jacopo Loredano, član senata in vodja »deseterice« - bas
- Barbarigo, senator - tenor
- Pisana, Lucrezijina prijateljica - mezzosopran
- intendant senatorjev »deseterice« - tenor
- dožev služabnik - bas
- člani senata, Benečani, pustne (karnevalske) maske, zaporniki, gondolierji, paži, mladoletna sinova Jacopa Foscarija

## Vsebina
Zgodba se dogaja v Benetkah leta 1457.
Jacopo Foscari je obsojen umora. Zaradi tega mora zapustiti ljubljene Benetke. Senatorji to obsodbo podprejo z večino glasov, pri čemer jih vodi zarotniška »deseterica«, ki si na ta način želi prevzeti oblast v mestu. Stari dož Francesco, ki pozna ozadje zgodbe, je proti njim nemočen. Izkaže se, da so Jacopu umor podtaknili (morilec je bil nekdo drug). Jacopo še pred to novico skoči z galeje, ki bi ga odpeljala v izgnanstvo, njegov oče pa zaradi novice o sinovi smrti izdihne. Benetke dobijo novega doža, ki pa ni iz vrst zarotnikov.